# 캘리포니아 베셀 크리스천 스쿨
캘리포니아 베셀 크리스천 스쿨(California Bethel Christian School)은 미국 캘리포니아주 랭커스터에 있는 사립 12년제 초중고등학교이다.

## 개교
이 학교는 1979년에 첫 개교되었다.

## 트리비아
대한민국 비디오 자키 겸 대학 교수 썬 킴(Sun Kim, 본명 김선영) 前 숭실대학교 겸임교수 겸 성신여자대학교 전임강사가 1990년 이 학교 고등부 졸업하고 로욜라 메리마운트 대학교 진학(이후 1997년 로욜라 대학교 학사)하였다.